# Daniel Komen
Daniel Komen (Daniel Kipngetich Komen; * 17. Mai 1976 in Mwen bei Marakwet) ist ein kenianischer Mittel- und Langstreckenläufer, der seinen größten Erfolg mit dem Gewinn des Titels über 5000 Meter bei den Leichtathletik-Weltmeisterschaften 1997 in Athen feierte.
Komen gehört zusammen mit Saïd Aouita, Ali Saïdi-Sief, Hicham El Guerrouj, Jakob Ingebrigtsen und Mohamed Katir dem exklusiven Club von Läufern an, die 1500 Meter unter 3:30 Minuten, 3000 Meter unter 7:30 Minuten und 5000 Meter unter 13:00 Minuten liefen. Im englischen Sprachraum, wo die Meilendistanz immer noch einen herausragenden Status im Laufbereich hat, erwarb er sich mit seiner Weltbestleistung über zwei Meilen (3218 Meter) von 7:58,61 min besonderen Ruhm als erster und bisher einziger Mensch, der zwei Vier-Minuten-Meilen hintereinander lief.
Komen ist nicht verwandt mit dem 1984 geborenen Mittel- und Langstreckenläufer Daniel Kipchirchir Komen, der seit 2004 bei internationalen Rennen erfolgreich ist. Sein Bruder ist Samson Kiplangat Ngetich.

## Karriere
1994 gewann er Silber im Juniorenrennen bei den Crosslauf-Weltmeisterschaften, wurde Juniorenafrikameister über 5000 Meter und Juniorenweltmeister über 5000 und 10.000 Meter. Bei den Commonwealth Games in Victoria kam er über 10.000 Meter auf den neunten Platz.
Seinen ersten großen Auftritt im Erwachsenenbereich hatte Komen bei der Golden Gala am 8. Juni 1995 in Rom. In einem mitreißenden 5000-Meter-Rennen trieb er seinen Trainer und Mentor Moses Kiptanui zu einem Weltrekord und stellte selbst einen Juniorenweltrekord von 12:56,15 min auf.
1996 begann für Komen mit einem Misserfolg, denn er wurde bei den kenianischen Olympiaausscheidungskämpfen nur Vierter und durfte nicht an den Olympischen Spielen in Atlanta teilnehmen. So konzentrierte er sich auf den Grand Prix und startete einen beeindruckenden Siegeszug in den nacholympischen Rennen. Beim Weltklasse-Meeting in Zürich am 14. August verwies er den als nahezu unschlagbar geltenden Haile Gebrselassie mit sieben Sekunden Vorsprung auf Rang zwei und scheiterte in 12:45,09 min nur knapp an dessen Weltrekord. Höhepunkt der Saison war aber das 3000-Meter-Rennen am 1. September in Rieti. In 7:20,67 min pulverisierte Komen den Weltrekord von Noureddine Morceli und setzte eine Marke, an der sich trotz mehrerer Versuche auch Gebrselassie und Hicham El Guerrouj die Zähne ausbissen.
Eine beispiellose Weltrekordjagd kennzeichnete die Bahnsaison im Jahr 1997. Fast jedes Grand-Prix-Sportfest hatte einen ernsthaften Rekordversuch im Programm, und Komen war auf den Strecken von 3000 bis 5000 Meter an den meisten davon beteiligt. Den ersten Höhepunkt lieferte aber Gebrselassie mit einer Zwei-Meilen-Weltbestleistung am 31. Mai in Hengelo. Diesen nahm ihm Komen kurz vor den Weltmeisterschaften am 19. Juli in Hechtel wieder ab und blieb als erster Mensch in 7:58,61 min unter acht Minuten. Bei den Weltmeisterschaften in Athen feierte Komen einen ungefährdeten Sieg über 5000 Meter. Zum erhofften Duell mit Gebrselassie kam es nicht, denn dieser trat nur über 10.000 Meter an und siegte auf dieser Distanz. Die Rekordjagd setzte sich nach den Weltmeisterschaften fort. Gebrselassie legte mit einer Steigerung der Bestmarke des kenianischen Hindernisspezialisten Moses Kiptanui von 12:55,30 min auf 12:41,76 min am 13. August in Zürich vor und schlug Komen deutlich. Dessen Antwort ließ aber nur neun Tage auf sich warten: Am 22. September lief er beim Memorial Van Damme in Brüssel 12:39,74 min.
Das Jahr 1998 eröffnete Komen mit Weltrekorden in der Halle. Während die 12:51,48 min über 5000 Meter inzwischen von Gebrselassie und Kenenisa Bekele verbessert wurden, hat die Marke von 7:24,90 min über 3000 Meter noch immer Bestand. Der 5000-Meter-Hallenweltrekord war Komens letzter Rekord. Kurz nach der Hallensaison lief er im Februar noch einmal dicht an seine Zwei-Meilen-Weltbestleistung heran. Mitte März folgte Silber über die Kurzdistanz der Crosslauf-Weltmeisterschaften. Im weiteren Saisonverlauf gelangen Komen Siege über 5000 Meter bei den Leichtathletik-Afrikameisterschaften, beim Leichtathletik-Weltcup und bei den Commonwealth Games in Kuala Lumpur.
1999 (5000 Meter) und 2000 (3000 Meter) war er Dritter der Weltjahresbestenliste, doch die hohe Wettkampfdichte in den Jahren 1996 bis 1998 (manchmal mit mehreren Rennen in einer Woche) und die unglaublichen Trainingsintensitäten Komens forderten ihren Tribut: Seiner früheren Rolle als einziger ernstzunehmender Konkurrent Gebrselassies neben Paul Tergat konnte er nicht mehr gerecht werden. Bei den Weltmeisterschaften 1999 wurde er Fünfter über 5000 Meter, und im Jahr darauf fehlte er wegen einer Malariaerkrankung bei den Ausscheidungskämpfen für die Olympischen Spiele 2000 in Sydney. Während Gebrselassie weiter internationale Medaillen gewann, manifestierte sich Komens langsamer Abstieg in den Weltjahresbestenlistenplatzierungen 11 und 17 in den Jahren 2001 und 2002. Seitdem bestritt er keine Wettkämpfe mehr auf internationalem Niveau, und auch ein geplantes Comeback als Marathonläufer mit Dieter Hogen als Trainer kam nicht zustande.

## Persönliche Bestleistungen
- 1500 m: 3:29,46 min, 16. August 1997, Monaco
- 1 Meile: 3:46,38 min, 26. August 1997, Berlin
- 2000 m: 4:51,30 min, 5. Juni 1998, Mailand
- 3000 m: 7:20,67 min, 1. September 1996, Rieti (Weltrekord bis 25. August 2024)
  - Halle: 7:24,90 min, 6. Februar 1998, Budapest (Weltrekord)
- 2 Meilen: 7:58,61 min, 19. Juli 1997, Hechtel
- 5000 m: 12:39,74 min, 22. August 1997, Brüssel
  - Halle: 12:51,48 min, 19. Februar 1998, Stockholm
- 10.000 m: 27:38,32 min, 30. August 2002, Brüssel
- 10-km-Straßenlauf: 27:46 min, 17. April 1994, Vancouver